# Pat Pryce

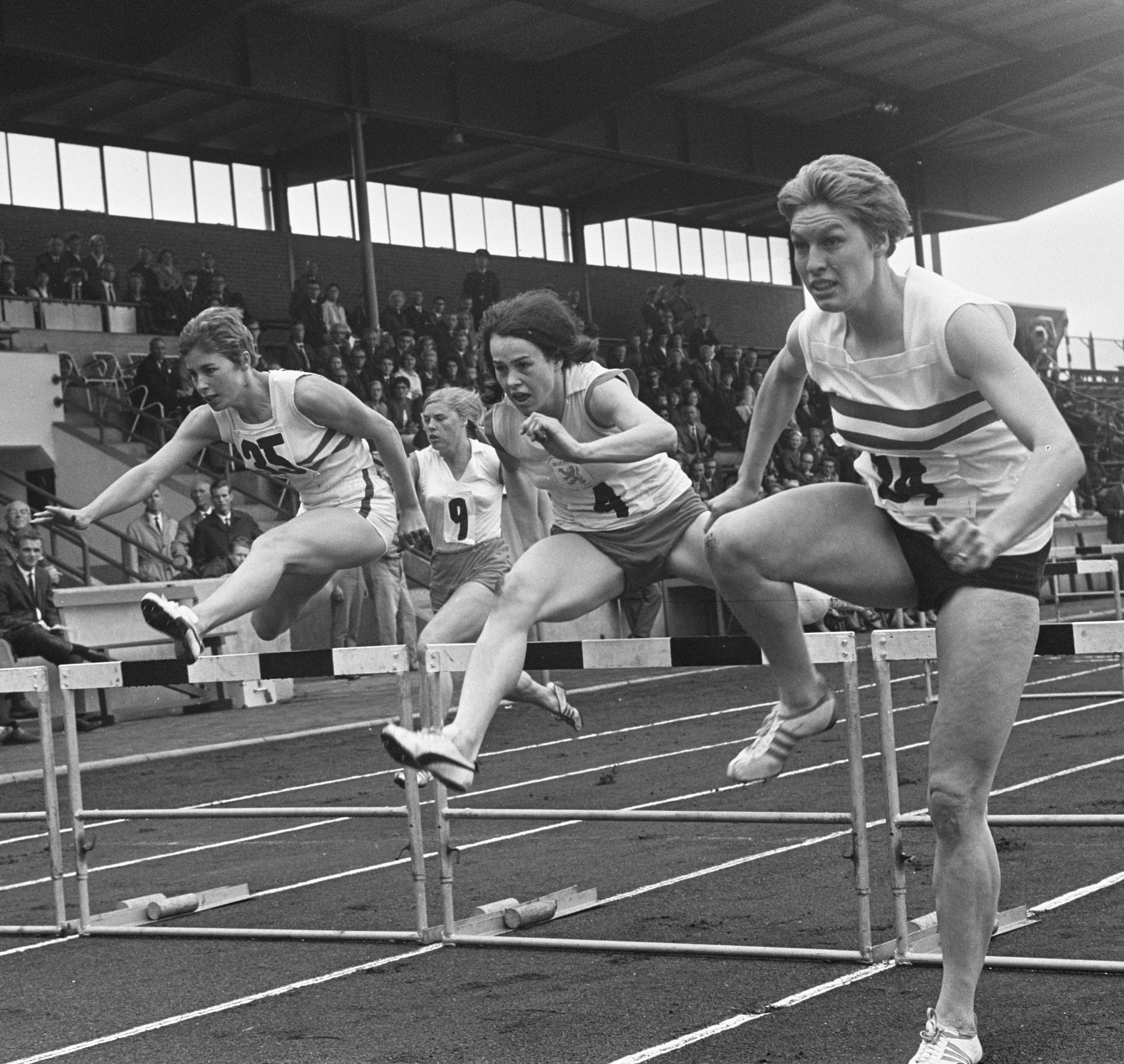
Pat Pryce (rechts) 1964

Pat Pryce (eigentlich Patricia Anne Pryce, geb. Nutting; * 4. Januar 1942 im London Borough of Brent) ist eine ehemalige britische Hürdenläuferin und Weitspringerin.
Bei den Olympischen Spielen 1960 in Rom schied sie über 80 Meter Hürden im Vorlauf aus.
1962 scheiterte sie bei den Europameisterschaften in Belgrad über 80 Meter Hürden in der ersten Runde. Bei den British Empire and Commonwealth Games in Perth wurde sie Vierte über 80 Meter Hürden und Siebte im Weitsprung.
Zwei Jahre später erreichte sie bei den Olympischen Spielen 1964 in Tokio über 80 Meter Hürden das Halbfinale.
1966 wurde sie über 60  Meter Hürden Fünfte bei den British Empire and Commonwealth Games in Kingston, kam aber bei den Europameisterschaften in Budapest nicht über den Vorlauf hinaus. Auch bei den Olympischen Spielen 1968 in Mexiko-Stadt shied sie über 80 Meter Hürden im Vorlauf aus.
Dreimal wurde sie Englische Meisterin über 80 Meter Hürden (1963, 1964, 1968), zweimal über 100  Meter Hürden (1963, 1964; mit 76,2 cm hohen Hürden) und dreimal über 200 Meter Hürden (1961–1963). 1963 wurde sie Englische Hallenmeisterin über 60 Yards Hürden.

## Persönliche Bestleistungen
- 80 m Hürden: 10,75 s, 19. Oktober 1964, Tokio
- 100 m Hürden: 13,5 s, 26. Juli 1972, Helsinki
- Weitsprung: 5,69 m, 1961